# Скорая помощь (Сезон 4)
«Ско́рая по́мощь» (англ. «ER» от англ. Emergency Room — приёмное отделение) — американский телесериал, рассказывающий о жизни приёмного отделения больницы города Чикаго (штат Иллинойс), её сотрудников и пациентов. Сериал был создан Майклом Крайтоном и транслировался на телеканале NBC с сентября 1994 года по апрель 2009 года. Он включает в себя 15 сезонов и является самой длинной медицинской драмой, показанной в прайм-тайм за всю историю американского телевидения.
Премьера четвёртого сезона состоялась 25 сентября 1997 года; финал сезона вышел в эфир 14 мая 1998 года. Четвёртый сезон состоял из 22 эпизодов.

## В ролях

### Основной состав
- Энтони Эдвардс — доктор Марк Грин, старший врач приемного отделения
- Джордж Клуни — доктор Даг Росс, педиатр
- Ноа Уайли — доктор Джон Картер, интерн приёмного отделения
- Джулианна Маргулис — медсестра Кэрол Хэтэуэй, старшая медсестра
- Глория Рубен — фельдшер Джини Буле
- Лора Иннес — доктор Керри Уивер, старший врач и администратор приёмного отделения
- Мария Белло — доктор Анна Дель Амико, педиатр
- Алекс Кингстон — доктор Элизабет Кордей, хирург-травматолог
- Эрик Ла Саль — доктор Питер Бентон, ординатор пятого года хирургического отделения

### Второстепенные персонажи
| Врачи и студенты: - Уильям Х. Мэйси — доктор Дэвид Моргенштерн, заведующий отделением хирургии и приёмным отделением - Сэм Андерсон — доктор Джек Кейсон, заведующий отделением кардиологии - Эми Акино — доктор Дженет Кобурн, заведующая отделением акушерства и гинекологии - Джон Эйлворд — доктор Дональд Онспо, глава администрации больницы - Си Си Эйч Паундер — доктор Анджела Хикс, хирург - Пол Маккрейн — доктор Роберт Романо, хирург - Джорджа Фокс — доктор Мэгги Дойл, ординатор второго года - Джон Доман — доктор Карл ДеРаад, заведующий психиатрическим отделением - Дэвид Брисбин — доктор Александер Бэбкок, анестезиолог - Клэнси Браун — доктор Эллис Уэст, помощник врача приёмного отделения - Майкл Б. Сильвер — доктор Пол Майерс, психиатр - Мэттью Глэйв — доктор Дейл Эдсон, ординатор второго года хирургического отделения - Чад Лоу — Джордж Генри, студент-медик - Дон Перри — доктор Сэм Бридлав, хирург - Тэд Руни — доктор Табаш, неонатолог | Медсёстры и медбратья: - Эллен Кроуфорд — медсестра Лидия Райт - Конни Мэри Брэзелтон — медсестра Конни Олигарио - Дизер Д — медбрат Малик Макграт - Лора Серон — медсестра Чуни Маркес - Иветт Фриман — медсестра Халей Адамс - Лили Мариэй — медсестра Лили Ярвик - Гедде Ватанабэ — медбрат Йош Таката - Дина Ленни — медсестра Ширли - Беллина Логан — медсестра Кит - Люси Родригес — медсестра Бьорк - Кайл Ричардс — медсестра Дори |

| Остальной персонал: - Абрахам Бенруби — регистратор Джерри Маркович - Маришка Харгитей — регистратор Синтия Хупер - Кристин Минтер — регистратор Миранда «Ренди» Фрончак - Эрика Гимпел — социальный работник Адель Ньюман - Джордж Идс — парамедик Грег Пауэлл - Майк Дженовезе — офицер Эл Грабарски - Эмили Вагнер — парамедик Дорис Пикман - Монте Расселл — парамедик Дуайт Задро - Лин Алиша Хендерсон — парамедик Памела Олбс - Брайан Лестер — парамедик Брайан Дьюмар - Джей Пи Хаббел — парамедик Ларс Аудиа - Клодин Клодио — парамедик Сильва | Члены семьи: - Кристин Харнос — Дженнифер «Джен» Грин - Ивонн Зима — Рейчел Грин - Бонни Бартлетт — Рут Грин - Джон Каллум — Дэвид Грин - Джонатан Скарф — Чейз Картер - Фрэнсис Стернхаген — Миллисент Картер - Майкл Бич — Эл Буле - Ханди Александер — Джеки Роббинс - Лиза Николь Карсон — Карла Риз - Мэттью Уоткинс — Риз Бентон |

### Приглашённые звёзды
- Джо Торри — Крис Лоу
- Виктор Уильямс — Роджер Макграт
- Майкл Айронсайд — доктор Уильям «Дикий Вилли» Свифт[2]
- Кэрри Снодгресс — миссис Лэнг
- Лиза Эдельштейн — Эгги Ортон
- Саммер Феникс — Петра
- Даниэль Харрис — Лора Квентин
- Джеймс Дебелло — Дэнни Сифф
- Ева Мендес — Донна
- Роберт Неппер — Кит Рейнольдс
- Дэн Хедайя — Херб Спивак

## Список эпизодов
| № общий | № в сезоне | Название                                                           | Режиссёр               | Автор сценария                         | Дата премьеры    | Зрители в США (млн) |
| --- | ---------- | ------------------------------------------------------------------ | ---------------------- | -------------------------------------- | ---------------- | ------------------- |
| 70 | 1          | «Ambush» «Засада»                                                  | Томас Шламме           | Кэрол Флинт                            | 25 сентября 1997 | 42.7                |
| В приёмном отделении обосновалась команда телевизионщиков, снимающих фильм о жизни «Скорой помощи». Больше всех напряжение от присутствия камеры испытывает Марк Грин, ещё не оправившийся от нападения. Марк пытается сотрудничать с телевизионщиками, как может, до тех пор пока те не узнают о нападении. Картер возвращается к полной рабочей неделе, благодаря смене специализации. Питер Бентон относится к нему из-за этого весьма пренебрежительно. После разборки банды латиноамериканцев в приёмное отделение поступает подросток, избитый бейсбольной битой за то, что пытался уйти из банды, и 30-летний человек, который пытался его спасти. Бентон забирает подростка в операционную, в второй пациент, Тео Вильямс, оставшийся в приёмном, может остаться парализованным. Марк считает необходимым вспомнить о поступке Тео в разговоре с телевизионщиками. Хирург из Англии Элизабет Кордей (Алекс Кингстон), наконец, добирается до больницы, и очень этим довольна, несмотря на то, что ей приходится давать пространные интервью телевизионной бригаде. Съемки эпизода проводились в прямом эфире, причем дважды за вечер, для разных часовых поясов на востоке и западе США. Примечание. Первое появление доктора Элизабет Кордей (Алекс Кингстон). |            |                                                                    |                        |                                        |                  |                     |
| 71 | 2          | «Something New» «Что-то новенькое»                                 | Кристофер Чулак        | Лидия Вудворд                          | 2 октября 1997   | 32.6                |
| Плохой день Марка начинается по дороге на работу, когда он едва не сбивает Картера, и продолжается получением повестки в суд (семейство Криса Лоу предъявляет иск Марку по обвинению в халатности). Кэрол просыпается и не застает рядом Дага. Она думает, что он уехал. Однако это не так, он готовит ей завтрак. Доктор Табаш говорит Питеру и Карле, что их младенец в порядке и он готов убрать дыхательную трубку. Питер хотел бы зарегистрировать сына на свою фамилию (разумеется, только из-за удобной страховки). Малыша называют Риз Бентон. Картер и Дель Амико получают собственных студентов. Студентка Анны Чесити Ли очень честолюбива, а студент Картера Джордж Генри четыре года не имел необходимой медицинской практики. Доктор Элизабет Кордей получает первоначальные впечатления о приёмном отделении. Доктор Моргенштерн поправляется после сердечного приступа. Керри приходит к нему с бумагами, которые необходимо подписать, но он говорит ей, что она сама может это сделать. Дель Амико ссорится с Дагом: сначала из-за того, что он назвал её Анной при пациенте, а потом из-за того, что он настаивает на том, чтобы она занималась не только педиатрией. Марк и Кэрол проводят собеседования с желающими занять должность администратора. Марк встречает Синтию Хупер (Маришка Харгитей) на улице, и, к её удивлению, сообщает, что она принята на работу. |            |                                                                    |                        |                                        |                  |                     |
| 72 | 3          | «Friendly Fire» «Игра с огнём»                                     | Феликс Энрикес Алькала | Уолон Грин                             | 9 октября 1997   | 32.1                |
| Кэрол и Даг продолжают скрывать свои отношения. Керри официально становится исполняющей обязанности главного врача приёмного отделения, что весьма её радует. Риз Бентон готовится к выписке. Карла обсуждает с доктором Дель Амико необходимость обрезания. Продавец оружия доставлен в приёмное отделение вместе со своей женой Глендой после несчастного случая, когда он прострелил себе ногу из одного из своих экспонатов. Эл Буле и его напарник находятся на строительном участке, когда происходит несчастный случай с подъёмным краном, в результате которого кровь Эла попадает на Билла. Когда Эл сообщает о ВИЧ-инфекции Биллу, тот воспринимает это не очень хорошо. Джерри случайно стреляет из гранатомета внутри помещения, что едва не приводит к уничтожению приемного покоя. Керри советует ему взять длительный отпуск. |            |                                                                    |                        |                                        |                  |                     |
| 73 | 4          | «When the Bough Breaks» «Час-пик»                                  | Ричард Торп            | Джек Орман                             | 16 октября 1997  | 32.8                |
| Главная новость дня — погоня полиции Чикаго за мотоциклистом, которая заканчивается притоком множества травмированных людей. Одна из постоянных пациенток отделения наркоманка Дорис вновь появляется в приёмном отделении и жалуется на внутренние боли. Позже Кэрол обнаруживает её в туалете: оказывается, у Дорис начались роды. |            |                                                                    |                        |                                        |                  |                     |
| 74 | 5          | «Good Touch, Bad Touch» «Ложка мёда, ложка дёгтя»                  | Джонатан Каплан        | Дэвид Миллс                            | 30 октября 1997  | 29.2                |
| Это не самый удачный день для Марка Грина. Одна из причин плохого настроения Марка в том, что сегодня ему и его адвокату предстоит встреча с семьёй Лоу, которые предъявили больнице иск по поводу смерти их сына и брата. Из всех очевидцев этой сцены лишь Синтия Хупер выбегает следом за ним. Бентон разрывается между работой и заботой о ребёнке: он не успевает подготавливаться к операциям. Кэрол хочет создать амбулаторию, Керри предлагает ей самой найти ассигнования. Картер советует обратится в фонд его бабушки. Примечание. Первое появление доктора Роберта Романо (Пол Маккрейн). |            |                                                                    |                        |                                        |                  |                     |
| 75 | 6          | «Ground Zero» «Нулевая точка»                                      | Дарнелл Мартин         | Саманта Ховард Корбин                  | 6 ноября 1997    | 32.0                |
| Марк Грин рад, что история с иском против больницы, поданным Крисом Лоу по поводу смерти его брата, закончилась. Картер по дороге на работу заходит за Анной к ней домой. Войдя в квартиру, Картер поражён её небольшими размерами, но пытается сделать вид, что все нормально. Позднее, когда Анна вместе с Кэрол приходит к нему домой на встречу с его бабушкой, теперь уже она поражена размерами дома Картера. Кэрол готовится к разговору с бабушкой Картера по поводу материальной помощи на создание амбулатории. Кэрол получает чек на семьдесят пять тысяч долларов. Муж Джини Эл сообщает ей, что ему предложили переехать в Атланту. Позднее Джини разговаривает с Керри, и та сообщает ей, что вынуждена её уволить, так как у неё просто нет другого выхода. |            |                                                                    |                        |                                        |                  |                     |
| 76 | 7          | «Fathers & Sons» «Отцы и сыновья»                                  | Кристофер Чулак        | Джон Уэллс                             | 13 ноября 1997   | 34.7                |
| Росс узнает что его отец погиб. Он и Марк едут к месту гибели. После этого они заезжают к родителям Грина. |            |                                                                    |                        |                                        |                  |                     |
| 77 | 8          | «Freak Show» «Кунсткамера»                                         | Дарнелл Мартин         | Нил Бэр                                | 20 ноября 1997   | 33.4                |
| В скорую доставляют сбитого мальчика. Бентон обнаруживает, что у него генетическое отклонение: органы находятся не на местах. Романо и Кордей обсуждают возможность опубликования научной статьи. Кэрол, придя на работу, видит толпу людей: оказывается, что Синтия перепутала и дала объявление об открытии амбулатории на неделю раньше. Кэрол, несмотря на трудности, берется за дело. Через некоторое время в приёмное приходит ещё толпа, так как Синтия пригласила ещё людей. Со злости Кэрол отчитывает девушку. Синтия находит письмо, которое Даг написал Кэрол. Девушка думает что это для неё от Марка — на конверте стояли схожие инициалы — и читает письмо. Джини узнает, что бюджет больницы не так уж плох, и решает действовать, чтобы вернуть работу. В конце смены Кордей приглашает Кэрол выпить... |            |                                                                    |                        |                                        |                  |                     |
| 78 | 9          | «Obstruction Of Justice» «Сопротивление правосудию»                | Ричард Торп            | Лэнс Джентайл                          | 11 декабря 1997  | 31.7                |
| Джини удается вернуть работу, обратившись к адвокату. Двоюродный брат Картера Чейз приходит в приёмное отделение с жалобой на укус паука. Картер попадает в тюрьму за неисполнение приказа полицейского, «уничтожение улик и сопротивление правосудию». Его могут выпустить под залог, но наличных у Картера нет, а кредитки не принимают. На помощь приходит Анна. На смену выходит Даг Росс. Он принимает парня, которого Керри приняла за наркомана, и несмотря на возражения пациента, даёт ему лекарство. |            |                                                                    |                        |                                        |                  |                     |
| 79 | 10         | «Do You See What I See?» «Посмотри и увидишь»                      | Сара Пиа Андерсон      | Сценарий: Джек Орман Сюжет: Линда Гейс | 18 декабря 1997  | 32.5                |
| Марк узнает, что у Синтии перерасход средств, и даёт ей денег. Позднее он видит, как она упаковывает подарок. Синтия говорит, что это для сына. Бабушка Картера Миллисент и его кузен Чейз приходят в приёмное отделение. Бабушка собирается проверить работу амбулатории, а Чейз играет роль Санта-Клауса. Даг спит в ординаторской, его будит Кэрол. Даг предлагает ей поменяться дежурствами, чтобы провести Рождество вместе. |            |                                                                    |                        |                                        |                  |                     |
| 80 | 11         | «Think Warm Thoughts» «Пикантные фантазии»                         | Чарльз Хейд            | Дэвид Миллс                            | 8 января 1998    | 32.2                |
| Сын Онспо посещает приёмное как раковый больной. Хэтэуэй обнаруживает, что пожилая женщина была изнасилована. Картер пробует убедить студентов медицинского выбрать неотложную медицину в качестве специальности. Даг и Кэрол уже планируют день свадьбы. У «железной» леди Керри Уивер тоже роман с представителем медицинской ассоциации Элисом Уэстом, и она вся сияет от нежданно-негаданно свалившегося на неё женского счастья. |            |                                                                    |                        |                                        |                  |                     |
| 81 | 12         | «Sharp Relief» «Лёд и пламень»                                     | Кристофер Чулак        | Саманта Ховард Корбин                  | 15 января 1998   | 34.4                |
| Еще одна пожилая женщина изнасилована. Онспо просит Джини Буле позаботиться о его сыне. Отношения Дага и Кэрол продолжают развиваться с бешеной скоростью. Картер выражает свои опасения по поводу пристрастия своего кузена к наркотикам. Кордей и Бентон встречаются у лифта и обсуждают, как прошёл день. Элизабет приглашает Питера пропустить по стаканчику, и они отправляются в английский паб. |            |                                                                    |                        |                                        |                  |                     |
| 82 | 13         | «Carter’s Choice» «Выбор Картера»                                  | Джон Уэллс             | Джон Уэллс                             | 29 января 1998   | 32.8                |
| В отделение доставлена очередная жертва серийного насильника. Маньяк выбирает свои жертвы среди женщин преклонного возраста. Медицинский персонал пребывает в шоковом состоянии, когда к ним привозят изнасилованных старушек. По иронии судьбы, пойманный насильник с тяжелыми ранениями попадает на операционный стол к Картеру. Кордей собирается уходить домой, когда к ней подходит Бентон, и просит её снова поиграть с ним в дартс. |            |                                                                    |                        |                                        |                  |                     |
| 83 | 14         | «Family Practice» «Семейная практика»                              | Чарльз Хейд            | Кэрол Флинт                            | 5 февраля 1998   | 31.9                |
| Марк срочно вылетает в Калифорнию. Его мать получила серьёзные травмы головы и сломала ногу. Марк ухаживает за матерью, как заботливый сын, и использует все свои профессиональные навыки, чтобы был поставлен правильный диагноз... |            |                                                                    |                        |                                        |                  |                     |
| 84 | 15         | «Exodus» «Исход»                                                   | Кристофер Чулак        | Уолон Грин и Джо Сакс                  | 26 февраля 1998  | 32.8                |
| Происходит взрыв и пожар на химическом складе, и Кордей выезжает на вызов с парамедиками. В скорую поступают пострадавшие со следами химических реактивов на теле и одежде. Ядовитые пары, распространившиеся по приёмному отделению, вызывают обмороки у медицинского персонала. Складывается чрезвычайная ситуация. Чтобы предотвратить панику и хаос, Джон Картер берет на себя командование. Всех больных он решает перевезти в кафетерий. Застрявшие в лифте Кэрол и Даг затевают борьбу со временем, чтобы спасти 8-летнего пациента. Элизабет вытаскивает из под завала пострадавшего, которому предстоит операция. Кордей пытается спасти ему руку, но ей не удается сделать это. |            |                                                                    |                        |                                        |                  |                     |
| 85 | 16         | «My Brother’s Keeper» «Сторож брату моему»                         | Жак Тоберен            | Джек Орман                             | 5 марта 1998     | 30.4                |
| В отделение поступают шестеро пострадавших от передозировки наркотиков. Среди них двоюродный брат Картера, Чейз, с которым он очень близок с самого раннего детства. Утро Бентона и Кордей начинается спором на антропологическую тему. Они договариваются проверить правильный ответ в музее. Романо вручает Элизабет оценку её работы, которая оказалась не очень высока. |            |                                                                    |                        |                                        |                  |                     |
| 86 | 17         | «A Bloody Mess» «Кровавая баня»                                    | Ричард Торп            | Линда Гейс                             | 9 апреля 1998    | 30.9                |
| Главврач отделения скорой помощи доктор Моргенштерн возвращается на работу после перенесённого инфаркта. Муж беременной пациентки не в себе, что заставляет Анну вмешаться. Картер помогает Чейзу в нелегком пути к выздоровлению. Кордей, проводя операцию, в целях исследования использует искусственную кровь. Бентону звонят и говорят, что его сын заболел. Он и Элизабет забирают мальчика, но случайно сбивают женщину. |            |                                                                    |                        |                                        |                  |                     |
| 87 | 18         | «Gut Reaction» «Инстинктивная реакция»                             | Бабу Субраманиам       | Нил Бэр                                | 16 апреля 1998   | 30.3                |
| Ежегодный банкет работников скорой помощи под угрозой срыва из-за нерасторопности Джерри. Картер решается приглашает Анну на свидание, а потом берет у неё костный мозг, который она сдает как донор. Бабушка Картера срывает свой гнев из-за Чейза на амбулатории Кэрол и на Картере. Скотт отказывается от облучения и Джини поддерживает его. В начале рабочего дня Элизабет жалуется Бентону на Романо. Бентон предлагает ей попросить Моргенштерна поддержать её, но Кордей сомневается. Лайл Свансон, 71-летний врач-патологоанатом поступает в приёмное после автомобильной аварии. Его доставляет Эллисон Бомон, которая проходит стажировку в качестве парамедика. У Бентона и Моргенштерна происходит конфликт. Несмотря ни на что, Марк Грин организовывает ежегодный банкет приёмного отделения в знак признательности коллегам за их отличную работу. |            |                                                                    |                        |                                        |                  |                     |
| 88 | 19         | «Shades Of Grey» «В тумане»                                        | Лэнс Джентайл          | Саманта Ховард Корбин                  | 23 апреля 1998   | 32.4                |
| Утро начинается с того, что хирурги готовятся к собранию, посвящённому смерти доктора Свансона. В центре планирования семьи противники абортов взрывают бомбу. В клинику начинают поступать пострадавшие пациентки. Картер, которого лишили доступа к семейному бюджету, учится, как быть бедным. Джини говорит «до свидания» другу (сын доктора Онспо умирает от рака). Анна отказывается заканчивать аборт, который был прерван из-за взрыва. Привозят две последние жертвы взрыва в центре планирования семьи. Один из них — охранник центра, а вторая — Эллисон Бомон, которые были зажаты под обрушившимися стенами. Романо и Кордей пытаются вернуть к жизни Эллисон. Моргенштерн решает уволиться. Примечание: Данная серия является последней для персонажа Уильяма Х. Мэйси доктора Дэвида Моргенштерна. |            |                                                                    |                        |                                        |                  |                     |
| 89 | 20         | «Of Past Regret & Future Fear» «Прошлого стыжусь, грядущего боюсь» | Энтони Эдвардс         | Джек Орман                             | 30 апреля 1998   | 30.2                |
| В клинику поступает человек с обширными ожогами. Выясняется, что он был облит плавиковой кислотой. После тщательного обследования Марк выносит пациенту смертельный приговор. Кэрол проводит весь день у постели умирающего парня, пытаясь скрасить последние часы его жизни. Картер и его бабушка спорят относительно дальнейшей судьбы Чейза. Даг занимается девушкой-наркоманкой и её ребёнком, который является врождённым наркоманом. Бентон отправляется на крестины сына. Романо просит Элизабет присоединится к нему за ленчем, чтобы обсудить её последующее пребывание в США и продление её стипендии ещё на один год. В кафе он признается, что давно хотел поговорить с Элизабет, и предлагает ей встречаться. Привозят шестилетнего мальчика, отец которого случайно наехал на него задним колесом автомобиля. Бентон везет его в операционную, так как обнаруживает внутреннее кровотечение. |            |                                                                    |                        |                                        |                  |                     |
| 90 | 21         | «Suffer The Little Children» «Пустите детей приходить ко мне»      | Кристофер Мисиано      | Уолон Грин                             | 7 мая 1998       | 33.8                |
| В отделение поступает экстравагантная дамочка-телепроповедник, сопровождаемая мужем, тоже служителем господним. Ловкая парочка решает провести очередную передачу прямо из клиники, используя сложившуюся ситуацию для сбора новых пожертвований. Даг совершает серьезный служебный проступок: втайне от руководства отделения он решается на сложнейшую процедуру по очищению от наркотиков организма полугодовалого малыша. Джини волнуется из-за того, что её болезнь прогрессирует. Кордей и Бентон целуются в раздевалке в момент, когда туда входит Романо. |            |                                                                    |                        |                                        |                  |                     |
| 91 | 22         | «A Hole In The Heart» «Дыра в сердце»                              | Лесли Линка Глаттер    | Лидия Вудворд                          | 14 мая 1998      | 47.8                |
| Даг успешно проводит детоксикацию малыша. Руководство больницы этим недовольно, но сотрудники поддерживают Росса. В больницу приходит мать мальчика и просит увидеться с сыном. Затем она просит Дага сделать ей туже процедуру. Картер подозревает друга Анны — доктора Роша — в краже наркотиков. В садике Бентону говорят, что у Риза, возможно, плохо со слухом. Романо отказывает Кордей в продлении спонсирования её стажировки. Она просит Онспо помочь. Кэрол осматривает мужчину, у которого не в порядке нервы: после ссоры с женой он пытался порезать вены. В конце дня он приходит снова весь в крови... Примечание. В данной серии персонаж Марии Белло доктор Анна Дель Амико покидает сериал. |            |                                                                    |                        |                                        |                  |                     |